# معهد كارلسروه للتكنولوجيا
مَعْهَد كَارلْسرُوِه للتكنولوجيا (بالألمانية:  Karlsruher Institut für Technologie (KIT)) هو جامعة ومعهد بحوث في آن واحد، ومقره في مدينة كارلسروه بألمانيا. وهو إحدى جامعات ولاية بادن-فورتمبيرغ التقنية، كما يعتبر المعهد مركز وطني للبحوث ضمن جَمْعِيَّةْ هِلْمْهُوْلْتْز لمراكز البحث العلمي الألمانية والتي تعتبر أكبر منظمة لدعم وتمويل البحوث في ألمانيا، وتبلغ ميزانيتها أكثر من 5.4 مليار يورو سنوياً (بيانات 2020)، ومن هنا يُعرف المعهد في الأوساط العلمية أيضاً بأنه «جامعة بحوث مجموعة هيلمهولتز». وقد نشأ المعهد في العام 2009 من خلال دمج جامعة كارلسروه التقنية (Technische Universitat ,TU) مع مركز البحوث في كارلسروهه FZK. وقد نتج عن عملية دمج تلك المؤسستين العلميتين قيام أكبر مؤسسات البحث والتعليم في ألمانيا وأكثرها اهتماماً بالبحث العلمي. كما يُعتبر المعهد الأكبر من بين تسع جامعات في كارلسروه، ومنذ العام 2019 أصبح المعهد يحمل مع عشر جامعات أخرى في ألمانيا لقب جامعات التميز. يوظف المعهد-الجامعة اليوم حوالي 9.800 شخص، وتبلغ ميزانيته السنوية حوالي 1.1 مليار يورو، منها ما يقرب من 450 مليون يورو تمول من طرف ثالث (بيانات 2021). يظهر المعهد في تصنيفات مرجعية ببليومترية عالمية مختلفة، كأقوى جامعة بحثية ألمانية في مجالات الهندسة والعلوم الطبيعية.